# Valérie Toranian
Valérie Toranian, née Valérie Astrig Couyoumdjian en 1962 à Suresnes, est une journaliste française, directrice de la rédaction de Elle de 2002 à 2014, de la Revue des Deux Mondes de 2014 à 2022 et, depuis décembre 2022, du magazine Le Point.

## Biographie
Valérie Toranian est la petite-fille paternelle de rescapés du génocide arménien qui débarquent à Marseille dans les années 1920 ; sa grand-mère est couturière à domicile pour des façonniers du Sentier. Son père meurt quand elle a 15 ans. Sa mère, normande, est professeure de français, latin et grec,.
Pigiste au milieu des années 1980, elle signe en 1989 ses premiers articles dans Elle. Elle fonde avec son premier mari, Jean-Marc Ara Toranian, la revue Nouvelles d'Arménie Magazine.

### Elle
En 1994, elle dirige la rubrique beauté du magazine Elle, qui l'a embauchée. Elle devient rédactrice en chef en 1998, puis directrice de la rédaction en 2002, fonction qu'elle doit quitter en septembre 2014, en raison d'une diminution des ventes. La décision est annoncée par l'actionnaire Lagardère Active qui lui rend hommage tandis que sa branche média considère qu'elle « a su réinventer ce magazine [...] demeuré incontestablement la référence de la presse féminine » mais c'est mal accepté par la rédaction qui lui apporte son soutien et dépose une motion de défiance envers la direction considérant cette décision comme « un désaveu de leur travail »,.
Sébastien Fontenelle, Mona Chollet, Mathias Reymond et Olivier Cyran dans leur ouvrage Les Éditocrates - Ou comment parler de (presque) tout en racontant (vraiment) n'importe quoi paru aux Editions La Découverte (2009) analysent longuement la ligne éditoriale du magazine Elle dirigé par Valérie Toranian. Ils y voient une orientation proche de l'extrême droite islamophobe, qui s'affirmera davantage dans la Revue des Deux Mondes dès 2014. Ainsi lors de la parution en français du livre de la féministe italienne Oriana Fallaci, La Rage et l'orgueil, généralement considéré comme un brûlot islamophobe,, Elle rejette certaines « formules détestables » de l'ouvrage tout en exprimant un accord sur le fond avec des propos relatifs à la condition des femmes musulmanes. Le magazine Elle présente avec une certaine bienveillance le site d'extrême droite Causeur (en 2013), loué pour sa position à contre-courant de la « pensée unique ».
En 2011, elle tient une chronique sur Canal+ dans La Nouvelle Édition animée par Ali Baddou avant d'être remplacée, en 2014, à la tête du journal ELLE, par Françoise-Marie Santucci.

### Revue des Deux Mondes
En décembre 2014, elle devient directrice de la Revue des Deux Mondes. Elle fait prendre à cette revue un virage « réactionnaire », invitant à y écrire, par exemple, Éric Zemmour, Alain Finkielkraut, ou Pierre-André Taguieff, et d'autres personnalités qui ont en commun une islamophobie marquée. L'islamologue réputé pour son érudition Christian Jambet y est attaqué et désigné comme un « musulman fanatique »,. Michel Houellebecq y est présenté comme un « prophète »,.

### Le Point
En décembre 2022, elle prend la direction de la rédaction du magazine Le Point, en remplacement de Sébastien Le Fol,.

### Vie privée
Après avoir vécu avec Ara Toranian avec qui elle a deux enfants, elle devient la compagne de Franz-Olivier Giesbert.

## Pour en finir avec la femme(2004)
Valérie Toranian publie en 2004 un essai intitulé Pour en finir avec la femme (éditions Grasset). Pour Jacqueline Remy dans L'Express, ce livre dénonce la vision essentialiste des femmes, aussi bien que les positions différentialistes hostiles au féminisme hégémonique (celui des femmes blanches occidentales). L'Express note le silence de l'autrice concernant des sujets peu consensuels comme la prostitution, les statistiques sur la violence conjugale, ou la loi tendant à favoriser l'égal accès des femmes et des hommes aux mandats électoraux et fonctions électives.
L'essayiste et journaliste Mona Chollet voit dans le livre une instrumentalisation du féminisme, mis au service d'un discours raciste anti-arabe. Elle souligne un intérêt sélectif porté aux cas de misogynie, selon qu'ils permettent ou non de stigmatiser les Arabes et les musulmans - la condition des femmes occidentales étant largement idéalisée.
Pour Josyane Savigneau dans Le Monde, « ce bref texte est comme une bouffée d'air marin dans une atmosphère affreusement polluée ».

## Publications
- Pour en finir avec la femme, Éditions Grasset, 2004
- L’Étrangère, Flammarion, 2015 — Grand prix 2015 de l'héroïne Madame Figaro[17]
- Une fille bien, Flammarion, 2018